# Vaccinium henryi
Vaccinium henryi är en ljungväxtart som beskrevs av William Botting Hemsley. Vaccinium henryi ingår i Blåbärssläktet, och familjen ljungväxter. Utöver nominatformen finns också underarten V. h. chingii.